# Sentul Jaya
Sentul Jaya is een bestuurslaag in het regentschap Tangerang van de provincie Banten, Indonesië. Sentul Jaya telt 7883 inwoners (volkstelling 2010).